# Элиот, Томас Стернз
Томас Стернз Элиот (англ. Thomas Stearns Eliot), более известный под сокращённым именем Т. С. Элиот (англ. T. S. Eliot; 26 сентября 1888, Сент-Луис, Миссури, США — 4 января 1965, Лондон, Великобритания) — американо-британский поэт, драматург и литературный критик, представитель модернизма в поэзии. Лауреат Нобелевской премии по литературе 1948 года.

## Биография
Родился в богатой семье. Его дед был священником, построившим церковь и основавшим университетский колледж. Отец был президентом промышленной компании, мать увлекалась литературной деятельностью.
С ранних лет Томас проявлял незаурядные способности, в 14 лет под влиянием поэзии Омара Хайяма начал писать стихи. В 1906 году после окончания частной школы поступил в Гарвардский университет, который окончил за три года вместо четырёх. Ещё год работал ассистентом в университете. Печатать свои стихи начал в журнале «Харвард адвокат», в котором стал работать редактором. В 1910—1911 жил в Париже и слушал в Сорбонне лекции по философии и языкам. В частности, слушал лекции Анри Бергсона и Ален-Фурнье. В 1911 вернулся в США и три года в докторантуре Гарварда изучал индийскую философию и санскрит у Чарльза Рокуэлла Ланмана. Свою литературную карьеру Элиот начинал вместе с Эзрой Паундом. В их взглядах было много общего, и Элиот охотно печатал стихи в антологиях имажизма. В 1914 году он переселился в Европу, сначала в германский Марбург, с началом Первой мировой войны уехал в Англию и прожил большую часть жизни в этой стране, работая банковским служащим, школьным учителем, а потом и профессором литературы. Сначала Элиот поселился в Лондоне, затем переехал в Оксфорд.
Будучи поэтом-авангардистом, относился к современному миру бунтарски. Центральной темой его творчества стал кризис духа. На становление Элиота заметное влияние оказали популярные в то время идеи об утрате человеком данных ему богом духовных ценностей и самоопустошении как следствии борьбы за выживание и погони за материальными ценностями.
В 1915 женился на балерине Вивьен Хейвуд. Вскоре выяснилось, что она страдает психическим расстройством.
В 1915 году состоялась первая публикация стихотворения Элиота — это была «Любовная песня Дж. Альфреда Пруфрока». С 1916 года произведения Элиота печатались в литературном американском журнале «Литтл ревю», основанном Джейн Хип и Маргарет Андерсон. Наиболее значительные стихи ранних лет вошли в книгу «Пруфрок и другие наблюдения» (1917), воспринятую современниками как манифест англо-американского модернизма. В 1919 вышел его сборник «Стихи». В 1922 году Элиот опубликовал своё самое значительное произведение — поэму «Бесплодная земля», воплотившую послевоенные настроения «потерянного поколения» и богатую библейскими и дантовскими аллюзиями.
Элиот был также видным критиком. Его статьи публиковались в различных периодических изданиях. В 1920 вышел сборник его эстетических работ «Священный лес». Элиот напомнил современникам о полузабытом Джоне Донне и о прочих «метафизических поэтах», среди которых он особенно высоко ценил Эндрю Марвелла и Джона Вебстера. Поэзию классицизма и романтизма Элиот в основном отвергал как воплощающую «dissociation of sensibility», то есть расхождение рассудка и чувства. Элиот резко противопоставлял разум и чувства, считая, что поэзия не должна обращаться к ним напрямую. «Поэзии не следует ни выражать эмоций своего творца, ни возбуждать их в слушателе или читателе»… Поэзия — «это бегство от эмоций, не выражение личности, а бегство от личности».
С 1925 г. и до своей кончины в 1965 г. работал в известном издательстве «Faber and Faber» (первоначально «Faber and Gwyer») и стал его директором.
В 1925 г. было опубликовано стихотворение Элиота «Полые люди», отражающее его пессимистические взгляды на человечество. После смерти Элиота газета «New York Times» написала в некрологе, что последние строки этого стихотворения являются «возможно, наиболее часто цитируемыми строками из всех поэтов XX века, писавших на английском».
В 1927 году Элиот обратился в англиканство и стал подданным Великобритании. Его раздумья о религии нашли отражение в поэме «Пепельная среда» (1930), выдержанной в более традиционном стиле, чем его ранние работы.
Элиот также занимался переводами, перевёл в 1930 на английский поэму французского поэта Сен-Жон Перса «Анабасис».
В 1932 после двадцатилетнего перерыва он посетил Америку.
В 1934 развелся с супругой.
После смерти Йейтса и публикации поэмы «Четыре квартета» (1943) за Элиотом прочно закрепилась репутация крупнейшего живущего англоязычного поэта.
Элиота, как и его друга и литературного наставника Эзру Паунда, обвиняли в антисемитизме, однако он, в отличие от Паунда, всегда это опровергал. Письма Элиота, обнародованные в 2003 году, обнаружили, что Элиот на самом деле активно помогал еврейским беженцам из Австрии и Германии обустроиться в Англии и в США.
Элиот был элитарным поэтом, его поэзия совершенно не похожа на произведения современных ему авторов. Вместе с тем присущая его творчеству сложность не была целью Элиота, она была скорее следствием нестандартности и многообразия поэтических проблем, которые он ставил и решал.
В 1948 году Элиот был удостоен Нобелевской премии по литературе «за приоритетное новаторство в становлении современной поэзии», награждён британским Орденом заслуг, в 1954 — французским орденом Почётного легиона и немецкой премией Гёте Ганзейского союза.
C 1952 года до своей кончины был президентом Лондонской библиотеки.
В 1957 в возрасте 68 лет женился на своей бывшей секретарше Валери Флетчер.
Умер в Лондоне в возрасте 76 лет. Урна с прахом захоронена в церкви Святого Михаила и Всех Ангелов в Ист-Кокере, Саут-Сомерсет.

## Наследие
Элиот был и остается одним из самых уважаемых и широко читаемых поэтов в англоязычном мире. Его стихи, пьесы и критические статьи оказали существенное влияние на мировую культуру XX века. Иосиф Бродский откликнулся на известие о смерти Элиота пространной элегией. Венди Коуп написала несколько пародий на стихи Элиота (в том числе «Лимерики Бесплодная земля»). Эндрю Ллойд Уэббер написал на стихи Элиота популярный мюзикл «Кошки». Помимо Ллойда Уэббера, на стихи Элиота писали музыку Артур Лурье, Игорь Стравинский, Бенджамен Бриттен, Эйноюхани Раутаваара, Софья Губайдулина, Томас Адес, Александр Маноцков.
Американская мелодик-дэт команда Darkest Hour в своей песне «The Light at the End of the World» в альбоме «Deliver Us» 2007 года, в качестве стиха использовала отрывок из произведения «Бесплодная земля».
Начиная с 1993 года присуждается премия Т. С. Элиота за лучший сборник новых стихотворений, впервые изданный в Великобритании или Ирландии, с 1997 — одноимённая премия для американских поэтов.

## Публикации на русском языке
- Бесплодная земля: Избранные стихотворения и поэмы / Пер. А. Я. Сергеева. — М.: Прогресс, 1971.
- Избранная поэзия. — СПб.: Северо-Запад, 1994.
- Назначение поэзии. — Киев: Airland; М.: Совершенство, 1997.
- Стихотворения, поэмы / Пер. К. С. Фарая. — М.: Логос, 1998.
- Убийство в соборе : [Пьесы в стихах] / Пер. с англ. В. Л. Топорова. — СПб.: Азбука, 1999. — 256 с. — (Азбука-классика (pocket-book)). — 10 000 экз. — ISBN 5-267-00023-X.
- Практическое котоведение / Пер. С. Дубовицкой. — СПб.: Летний сад, 2000.
- Полые люди / Сост., предисл. и примеч. В. Л. Топорова; пер. с англ. Н. Н. Берберовой, О. А. Седаковой, А. Я. Сергеева, Я. Э. Пробштейна, В. Л. Топорова; илл. И. Г. Мосина. — СПб.: ООО «Издательский Дом „Кристалл“», 2000. — 464 с. — (Библиотека мировой литературы. Малая серия). — 10 000 экз. — ISBN 5-306-00018-5.
- Избранное. — М.: ТЕРРА-Книжный клуб, 2002. — (Библиотека английской литературы).
- Избранное: Религия, культура, литература. — М.: РОССПЭН, 2004. — (Книга света).
- Популярная наука о кошках, написанная Старым Опоссумом / Пер. А. Я. Сергеева. — М.: АСТ, 2007.
- Бесплодная земля = The Waste Land / В. М. Толмачёв (отв. ред.); издание подготовили: В. М. Толмачёв, А. Ю. Зиновьев; пер. с англ. Т. Ю. Стамовой. — М.: «Ладомир», 2014. — 560 с. — (Литературные памятники). — 1500 экз. — ISBN 978-5-86218-526-3.

## Экранизации
- 1951 — Убийство в соборе.